# Athens News Agency
Pour les articles homonymes, voir ANA.
La Athens News Agency (ANA) était l’une des deux principales agences de presse en Grèce avant de fusionner avec la Macedonian Press Agency et ainsi créer la Athens News Agency-Macedonian Press Agency.

## Présentation
En 1895, l'entreprise privée Agence télégraphique stefanopoli est créé puis l’État grec la nationalise en 1905 pour lui donner le nom qu'elle a encore aujourd'hui. Elle devient société anonyme en 1994.
Le directeur général se nomme Ilias Matsikas. 
Elle a des accords de coopération avec plusieurs autres agences de presse mondiale (Reuters, Agence France-Presse, entre autres).
Elle emploie 250 personnes, dont 180 journalistes, et a des bureaux et des correspondants dans plusieurs villes à travers le monde.
En 2008, l'entreprise fusionne pour donner la Athens News Agency-Macedonian Press Agency.